# Bürgerknechtturm
Der Bürgerknechtturm ist ein Mauerturm in Beilngries im oberbayerischen Landkreis Eichstätt.

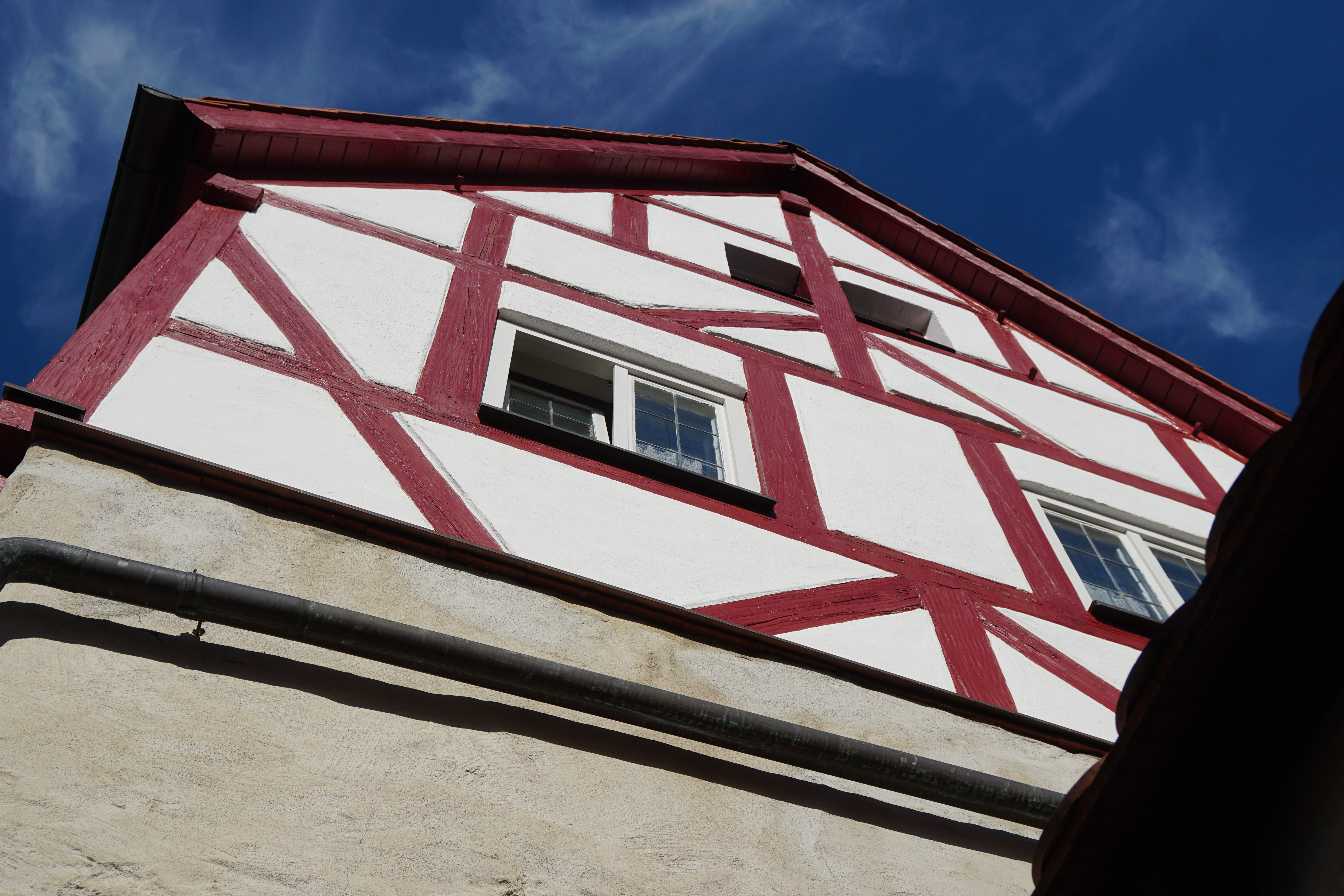
Turm Ansicht seitlich

## Geschichte
Im 15. Jahrhundert wurde der Turm erbaut. 1810 von Willibald Huther als Wohnung umgebaut. Ursprünglich diente der Turm als Wachturm.
Es steht unter dem bayerischen Denkmalschutz und ist als Baudenkmal eingetragen.
Das Bauwerk wurde in den letzten Jahren denkmalgerecht saniert – dabei wurde unter anderem auch die Fassade instand gesetzt.
In der Beilngrieser Schattenhofer-Chronik von Michael Schattenhofer wurde der Turm erstmals dokumentiert, der als Wohnraum genutzt wurde, unter anderem für den Bürgermeister der Stadt.
In den Jahren von 1815 bis 1929 befand sich der Turm im Besitz mehrerer Eigentümer.
Das Bauwerk ist auch bekannt als Amtsknecht /- Ratsdienerturm.
1994 wurde ein Gemälde geschaffen.
Seit 1990 ist der gesamte Turm sammt Garten privateigentum. Und steht derzeit Besuchern nicht zur Verfügung.

## Lage und Umgebung
Der Turm befindet sich an der Adresse Stadtgraben 1. Er ist auch Teil des Stadtrundgangs.